# Summer Rain (Belinda Carlisle)
Summer Rain è un brano scritto da Robbie Seidman e da Maria Vidal, prodotto da Rick Nowels per il terzo album della cantante statunitense Belinda Carlisle Runaway Horses, pubblicato nel 1990 come terzo singolo.

## Il brano
La canzone tratta di un uomo che parte per la guerra e lascia la moglie dicendole che non cambierà nulla e che saranno insieme per sempre. Essa è ambientata nel presente, come è cantato dalla vedova, mentre ricorda l'ultima volta che lo vide.
Belinda ha dichiarato in un'intervista nel 2013 che è il suo successo personale preferito.
È stata successivamente oggetto di rifacimento da parte di altri artisti tra cui le Slinkee Minx, la cui cover ha raggiunto la top ten in Australia.

## Realizzazione e successo commerciale
"Summer Rain" ebbe minor successo commerciale nel Nord America, dove fu pubblicato come secondo singolo tratto da Runaway Horses. Nel gennaio 1990 entrò nella  Billboard Hot 100, la classifica principale negli Stati uniti, all'86º posto. Nell'arco di sette settimane dalla sua uscita raggiunse la 30ª posizione, dove rimase per due settimane. Il singolo trascorse tredici settimane in classifica, sei delle quali furono nel top 50.. Raggiunse inoltre la 29ª posizione nella statunitense Billboard Adult Contemporary, dove restò in classifica per otto settimane.
In Australia, dove fu pubblicato come terzo singolo dell'album, la canzone ebbe un miglior successo commerciale. All'inizio di aprile 1990 debuttò al 42º posto. Il singolo raggiunse il suo picco al 6º posto e vi rimase per tre settimane, restando, in totale, sedici settimane nella top fifty. L'Australian Recording Industry Association fu l'unica ad aggiudicarsi una certificazione d'oro per la spedizione di 35 000 copie, diventando la sola quarantesima vendita più elevata in Australia nel 1990.
Nel Regno Unito ha raggiunto il 23º posto nella UK Singles Chart nel 1991, rimanendo in classifica per dieci settimane.

## Video
Nel video musicale del brano, diretto da Andy Morahan, compare Belinda che saluta alla stazione un militare che parte per la guerra, sotto la pioggia scrosciante. Quindi si vede lei che balla e canta sullo sfondo delle onde del mare. Si alternano immagini a colori ed in bianco e nero.

## Tracce
CD maxi singolo UK
1. Summer Rain (7" edit) – 4:15 (Maria Vidal, Robbie Seidman)
2. Summer Rain (Justin Strauss Mix) – 8:05
3. Leave a Light On (Kamikazee mix) – 4:43

Vinile 7" USA
1. Summer Rain – 4:08 (Maria Vidal, Robbie Seidman)
2. Shades Of Michaelangelo – 5:36 (Belinda Carlisle, Charlotte Caffey)

## Formazione
Hanno partecipato alle registrazioni, secondo le note dell'album:
Musicisti
- Belinda Carlisle – voce
- X.Y. Jones – chitarra
- Charles Judge – tastiere
- John Pierce – basso
- Paul Buckmaster – arrangiamenti orchestra e direzione
- Maria Vidal – cori
- Bekka Bramlett – cori
- Donna De Lory – cori

## Classifiche
| Classifica (1990/91)         | Posizione massima |
| ---------------------------- | ----------------- |
| Australia (ARIA)             | 6                 |
| Canada (RPM)                 | 22                |
| Stati Uniti (Billboard 100)  | 30                |
| Regno Unito (Singles Charts) | 23                |